# 喜多了祐
喜多 了祐（きた りょうゆう、 1921年11月28日 - 2007年6月18日）は、日本の法学者。専門は商法。学位は、法学博士。小樽商科大学教授・一橋大学法学部教授を経て、一橋大学名誉教授。
北海道小樽市生まれ。中華人民共和国国務院の招聘により西安の西北法政学院において日本商法を講義。フルブライト留学生としてハーバード・ロー・スクール留学、ブリティッシュ・カウンシル留学生としてロンドン・スクール・オブ・エコノミクス法科大学院留学など海外研究の機会が多く、南山大学、富山大学、東洋大学大学院、亜細亜大学などでも講義。法学博士の学位を取得、学位論文は「私法における外観優越の理論―商法への展開のための基礎研究―」（1975年）。

## 略歴
- 喜多吉次郎の次男として生まれる。
- 1939年 北海道庁立小樽商業学校卒業。
- 1941年 戦争により小樽高等商業学校を繰り上げ卒業。
- 1942年 東京商科大学入学（米谷隆三教授ゼミナール所属、商法及び法哲学）
- 1944年 東京商科大学卒業
- 1947年 小樽経済専門学校（現小樽商科大学 　講師（憲法・民法担当）
- 1948年 小樽経済専門学校　教授（民法・ドイツ語担当）
- 1950年  小樽商科大学　助教授（商法担当）
- 1959年 小樽商科大学　教授
- 1963年 一橋大学法学部　教授
- 1980年 南山大学法学部　講師（外国法担当）
- 1982年 富山大学経済学部　講師（有価証券法担当）
- 1984年 東洋大学大学院法学研究科　講師（商法特殊研究指導）
- 1985年 一橋大学を定年退官
- 1985年 亜細亜大学法学部　教授
- 1997年 勲三等旭日中綬章を受章[1]
- 2007年 脳内出血のため死去[1]

## 指導学生
指導学生に吉田直（青山学院大学教授）、桑原康行（成城大学教授）、石原全（一橋大学名誉教授）、今野裕之（成城大学教授）など。

## 主な著書・論文
- 『コメンタール商法総則』田中誠二共著（勁草書房、1968年）
- 『コメンタール商行為法』田中誠二共著（勁草書房、1973年）
- 『全訂コメンタール商法総則』田中誠二共著（勁草書房、1975年）
- 『外観優越の法理』（千倉書房、1976年）
- 『経営参加の法理―イギリスにおける「産業民主制」の新展開』（勁草書房、1979年）
- 『商法の要説』（中央経済社、1986年）